# 索隆齊 (特羅伊齊克區)
49°54′7″N 38°8′45″E / 49.90194°N 38.14583°E
索隆齊（烏克蘭語：Солонці）是位於烏克蘭東部的村莊，由盧甘斯克州斯瓦托韋區的特羅伊齊克市鎮負責管轄。該村始建於1951年，面積15.5平方公里，海拔高度160米，2001年人口261，人口密度每平方公里16.8人。